# Babahoyo

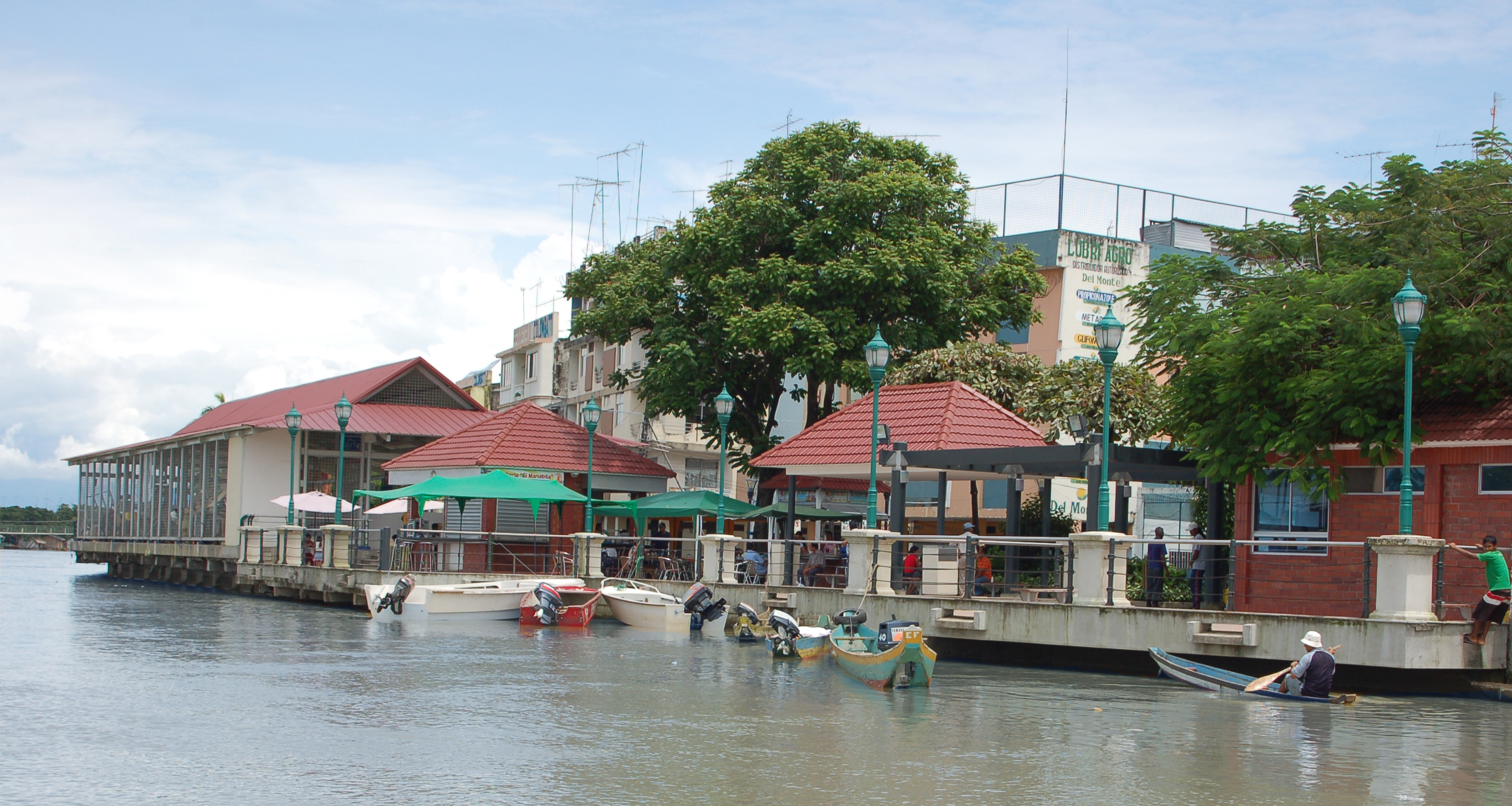

Babahoyo este un oraș din Ecuador.